# Pseudanthessius agilis
Pseudanthessius agilis är en kräftdjursart som beskrevs av Ummerkutty 1962. Pseudanthessius agilis ingår i släktet Pseudanthessius och familjen Pseudanthessiidae. Inga underarter finns listade i Catalogue of Life.